# Platz der Vereinten Nationen
Platz der Vereinten Nationen (lett. "piazza delle Nazioni Unite") - fino al 1992 Leninplatz ("piazza Lenin") - è una piazza di Berlino, situata nel quartiere di Friedrichshain, urbanisticamente caratteristica per la distribuzione sia delle superfici che dell'edificato.
La piazza, importante punto di snodo, è attraversata in direzione Est-Ovest dall'asse viario Mollstraße – Landsberger Allee. Il quadrante nord-orientale è delimitato dalla Friedenstraße, mentre a sud si sviluppa fino a Lichtenberger Straße e Palisadenstraße
La piazza fu realizzata nel 1968-70, in concomitanza con la ricostruzione delle zone circostanti, su progetto degli architetti Hermann Henselmann e Heinz Mehlan. La piazza è contornata da due edifici curvi, concavi e convessi, decorati a colori vivaci, che inquadrano un edificio a torre alto fino a 24 piani. Sfondo del complesso è il Volkspark Friedrichshain. Platz der Vereinten Nationen, costituisce uno dei più interessanti esempi di architettura moderna nell'ex Berlino Est, ed è sotto tutela monumentale (Denkmalschutz).
Al centro della piazza era originariamente prevista una biblioteca pubblica, disegnata in forme scultoree simili ad una bandiera rossa; al suo posto venne invece eretta una grande statua di Lenin, in granito rosso, opera dello scultore Nikolaj Tomskij. La rimozione della statua nel 1992 ha ispirato una scena del film Good Bye, Lenin!; al suo posto è stata realizzata una fontana.
In considerazione della sua importanza storica e architettonica, la piazza è posta sotto tutela monumentale (Denkmalschutz).

## Storia

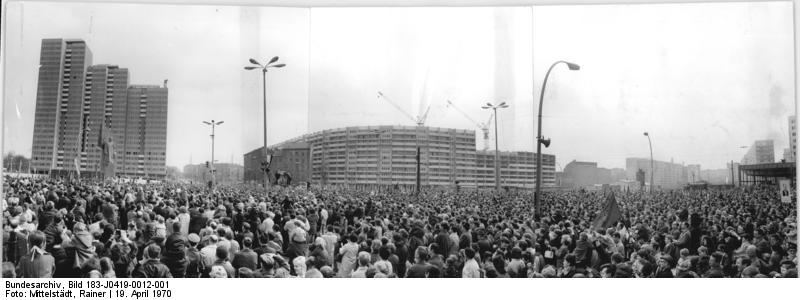
Inaugurazione della nuova Leninplatz, 19 aprile 1970.

Le origini della piazza sono da ricercare nella porta berlinese di Landsberger Tor, eretta al termine dell'omonima strada e smontata nel corso del 1863. L'anno seguente l'area liberatasi venne denominata Landsberger Platz. Durante la Seconda guerra mondiale, le aree edificate a sud del parco pubblico Volkspark Friedrichshain furono particolarmente soggette ad attacchi e distruzioni: all'interno del parco sono ancor oggi presenti due Trümmerberge - colline di macerie - costituite dall'accatastamento di macerie di guerra per liberare le strade. Anche Landsberger Platz subì lo stesso destino e divenne nuovamente sgombra solo nel 1950, allorquando venne rinominata Leninplatz.
Durante gli anni Sessanta del XX secolo seguirono in città altre opere di demolizione tra Friedrichshain ed Alexanderplatz. Nel 1970, venne realizzato in occasione del centesimo anniversario della nascita di Lenin un nuovo quartiere facente perno su di una rinnovata Leninplatz, la quale ora occupava non solo l'area dell'antica Landsberger Platz, ma anche la vicina Büschingplatz. L'area risultante venne contornata da Plattenbauten - tra i più alti di Berlino Est e realizzati con varie tipologie di prefabbricazione - mentre l'insieme venne caratterizzato da un'imponente statua in granito rosso del rivoluzionario sovietico cui la piazza era dedicata.
Dopo la riunificazione tedesca, venne smontato nel 1992 il monumento dedicato a Lenin in concomitanza con la ridenominazione della piazza alle Nazioni Unite.
Sintesi delle dedicazioni della piazza:
- Landsberger Platz dal 1864 al 6 aprile 1950
- Leninplatz dal 6 aprile 1950 al 13 marzo 1992
- Platz der Vereinten Nationen dal 13 marzo 1992

## Progettazione della piazza attuale

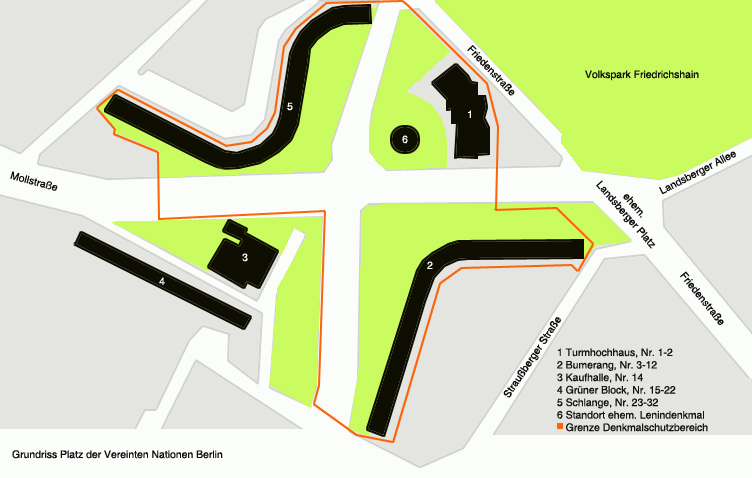
Planimetria della piazza.

Il 31 gennaio 1967 il Politbüro del Partito Socialista Unificato di Germania indisse un concorso per la ricostruzione della piazza, vinto da un collettivo guidato dagli architetti Hermann Henselmann e Heinz Mehlan. La cerimonia di posa della prima pietra - a dimostrare l'importanza del progetto - venne patrocinata da Walter Ulbricht in persona e dal sindaco di Berlino Est Herbert Fechner, il 7 novembre 1968.
Con la ricostruzione della piazza non si veniva a realizzare solamente un nuovo esempio di architettura della città socialista, ma veniva dimostrata la possibilità di applicare le tecniche della prefabbricazione anche alla realizzazione di strutture di forma e destinazione particolari. Gli edifici realizzati ospitano all'incirca 1250 unità abitative. Si tratta di uno degli esempi più importanti di architettura della Repubblica Democratica Tedesca, in cui avviene la transizione dagli edifici di antica concezione - come l'ospedale Städtische Krankenhaus Am Friedrichshain - posti in Landsberger Allee a quelli moderni realizzati per il nuovo centro cittadino intorno ad Alexanderplatz.
Tutta la porzione denominata „Wohnkomplex Leninplatz“ (ad eccezione dell'ala sud-orientale) è posta sotto vincolo monumentale ed ambientale, ed è incluso nella lista curata dalla locale sovrintenenza. In aggiunta, sono inseriti nello stesso elenco anche i singoli edifici. L'inaugurazione ufficiale venne celebrata il 19 aprile 1970, insieme allo svelamento della statua dedicata a Lenin, il Lenindenkmal.
Non è stato previsto per alcun edificio della piazza il numero civico 13.

### Edifici

#### Turmhochhaus(Civici 1–2)

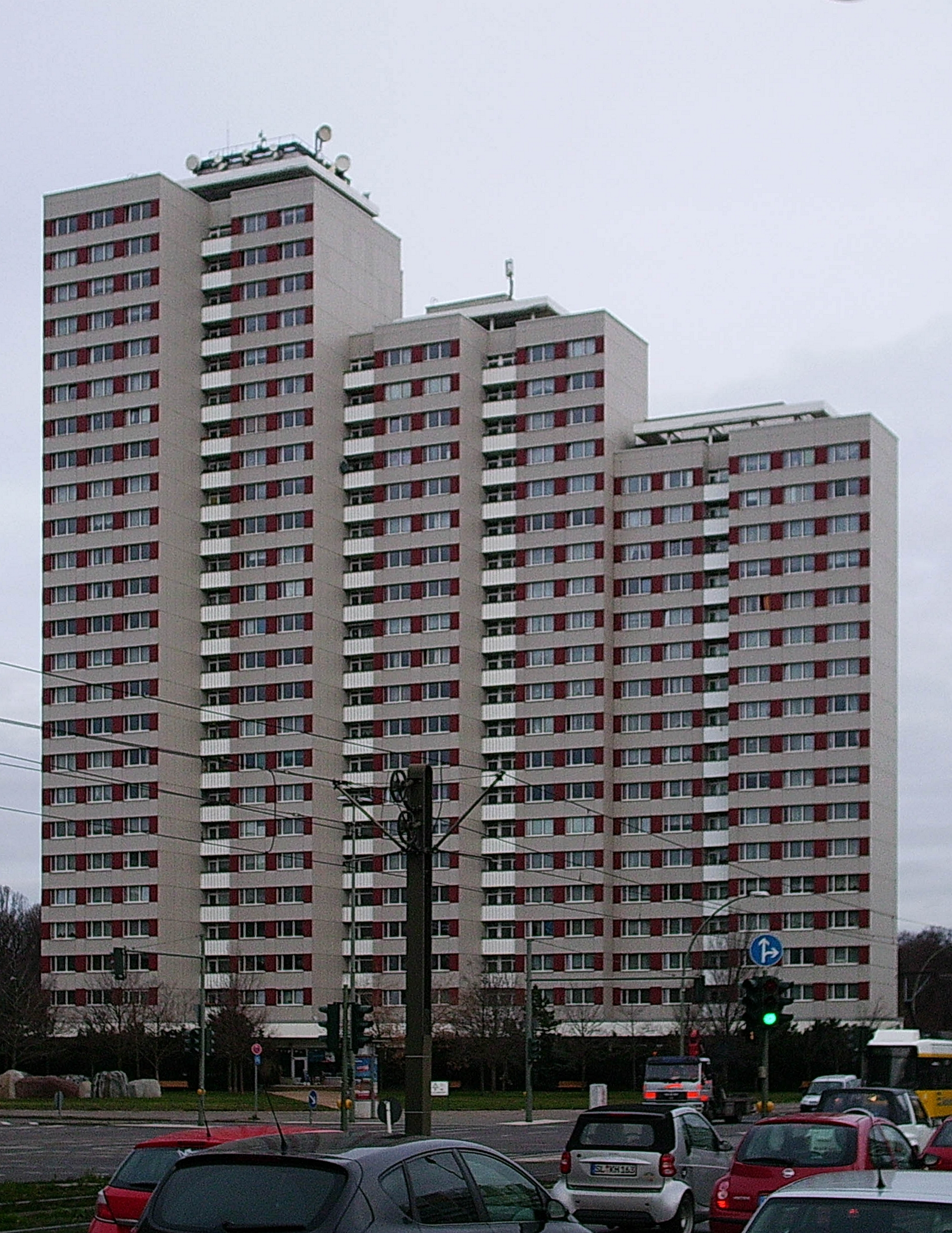
Platz der Vereinten Nationen, Turmhochhaus.

L'edificio, progettato da Heinz Mehlan per occupare l'angolo nordorientale della piazza, misura 75 metri in lunghezza e si sviluppa su tre differenti altezze da Nord verso Sud: rispettivamente per 25, 21 e 17 piani. Alcuni appartamenti sono dotati di balcone, mentre il piano terra presenta una porzione aggiuntiva destinata ad accogliere attività commerciali di quartiere (Birrerie, negozi di fiori, poste, ecc.). Degna d'interesse è anche l'area di ingresso del grattacielo. La Hochhausturm rappresenta un'ulteriore evoluzione del tipo prefabbricato WHH GT, per la precisione della versione 18.
Dal 1999 la proprietà - Berliner Wohnungbaugesellschaft Mitte (WBM) - ha dotato il complesso di Concierge-Service, destinato a raccogliere le richieste degli inquilini e a soddisfare le loro esigenze.

#### U-Block, detto ancheBumerang(Civici 3-12)

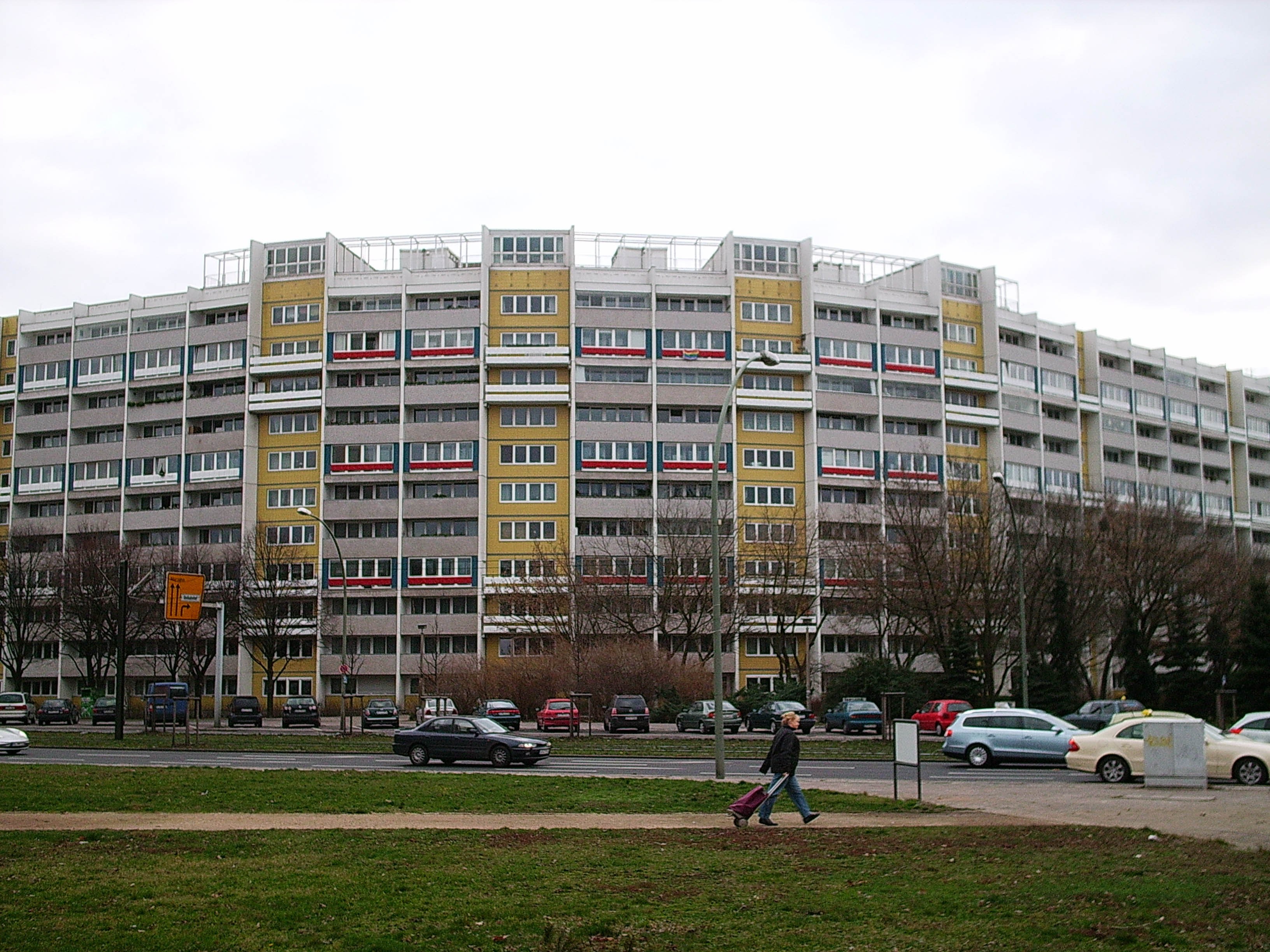
Platz der Vereinten Nationen, Bumerang.

L'edificio si sviluppa su dieci piani fuori terra ed è una variazione del tipo prefabbricato P2/11, prolungata con elementi del tipo WBS 70: si tratta, nello specifico, dei civici 11 e 12, che chiaramente si distinguono in facciata dalle restanti porzioni e che vennero consegnati nel 1987.
I civici dal 6 all'8 sono costituite anche di elementi angolari, tramite i quali gli edifici non dotati di cortile interno furono caratterizzati da geometrie meno consuete: di conseguenza alcune abitazioni presentano stanze di forma trapezoidale. La disposizione e l'aspetto esterno dell'edificio ha rapidamente ispirato la fantasia popolare, che lo ha in breve ribattezzato Bumerang (in tedesco). Ogni abitazione è dotata di balcone verso la piazza. Ai piani superiori si trovano abitazioni-atelier, con in più un atelier completamente vetrato e la terrazza sul tetto. Particolare è anche la forte connotazione cromatica dell'edificio, inusuale - soprattutto durante gli anni Settanta del XX secolo - per costruzioni prefabbricate. Pareti bianche e davanzali delle loggia in pannelli di Waschbeton sono posti in contrasto con elementi in lamiera blu. Ogni tre piani (precisamente al quarto, settimo e decimo piano) le balconate sono tamponate. Le pareti esterne degli edifici trapezoidali sono evidenziate da un rivestimento giallo in piastrelle di ceramica; le logge tamponate negli edifici in curva sono ulteriormente caratterizzate orizzontalmente da rossi davanzali. L'edificio nel suo complesso è stato rinnovato tra il 1994 ed il 1997.

#### IlGrüner Block(Civici 15–22)
Il Blocco verde è costituito da dieci piani fuori terra ed occupa l'angolo sudoccidentale della piazza. Si tratta di un edificio prefabbricato del tipo QP. Solamente poche abitazioni sono dotate di balcone (verso sud); per contro, sono dotate di ampie superfici vetrate, soprattutto nelle zone giorno. In origine il blocco era ricoperto da un rivestimento in ceramica verde, tema ripreso anche nell'attuale configurazione.

#### S-Block, detto ancheSchlange(Civici 23-32)

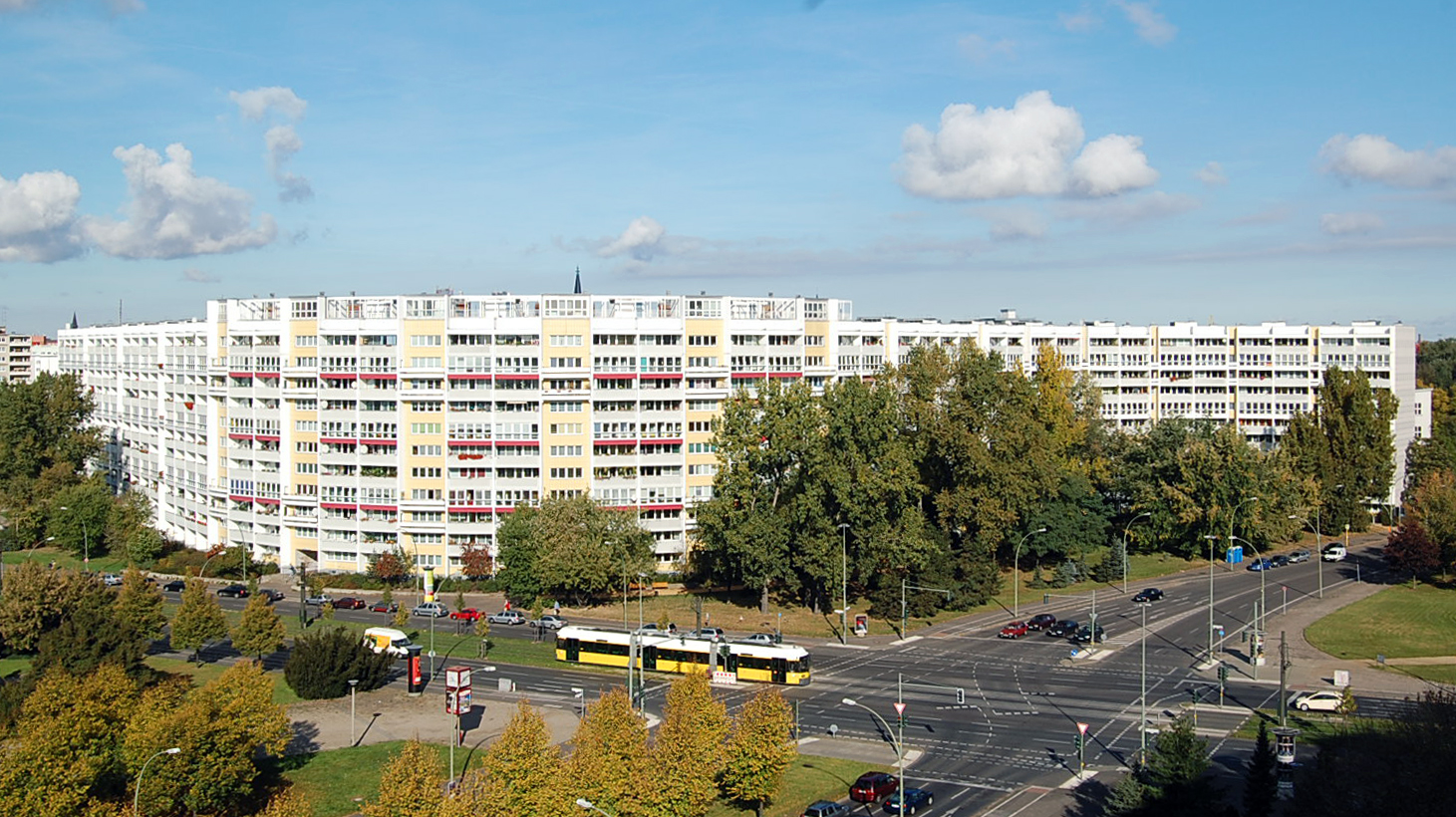
Platz der Vereinten Nationen, S-Block, noto anche come Schlange (il serpente).

L'edificio si sviluppa per dieci piani in altezza, nell'angolo nordoccidentale della piazza. È composto dagli stessi tipi edilizi che costituiscono il Bumerang. Cambia però la distribuzione in pianta, con l'inserimento di un secondo blocco curvilineo che conferisce al palazzo la caratteristica sagoma a S. Al centro della curva che costeggia la strada corre un passaggio pedonale che permette l'attraversamento del complesso, lungo nella sua totalità 300 metri. Tutti gli appartamenti sono dotati di balcone, prospiciente sulla piazza. Come nel Bumerang, l'ultimo piano è dotato di numerose abitazioni-atelier. Le facciate riprendono inoltre gli stessi motivi costruttivi e decorativi dell'U-Block. Gli ingressi sono stati mantenuti in conformità alla realizzazione originaria.

#### Kaufhalle (Civico 14)

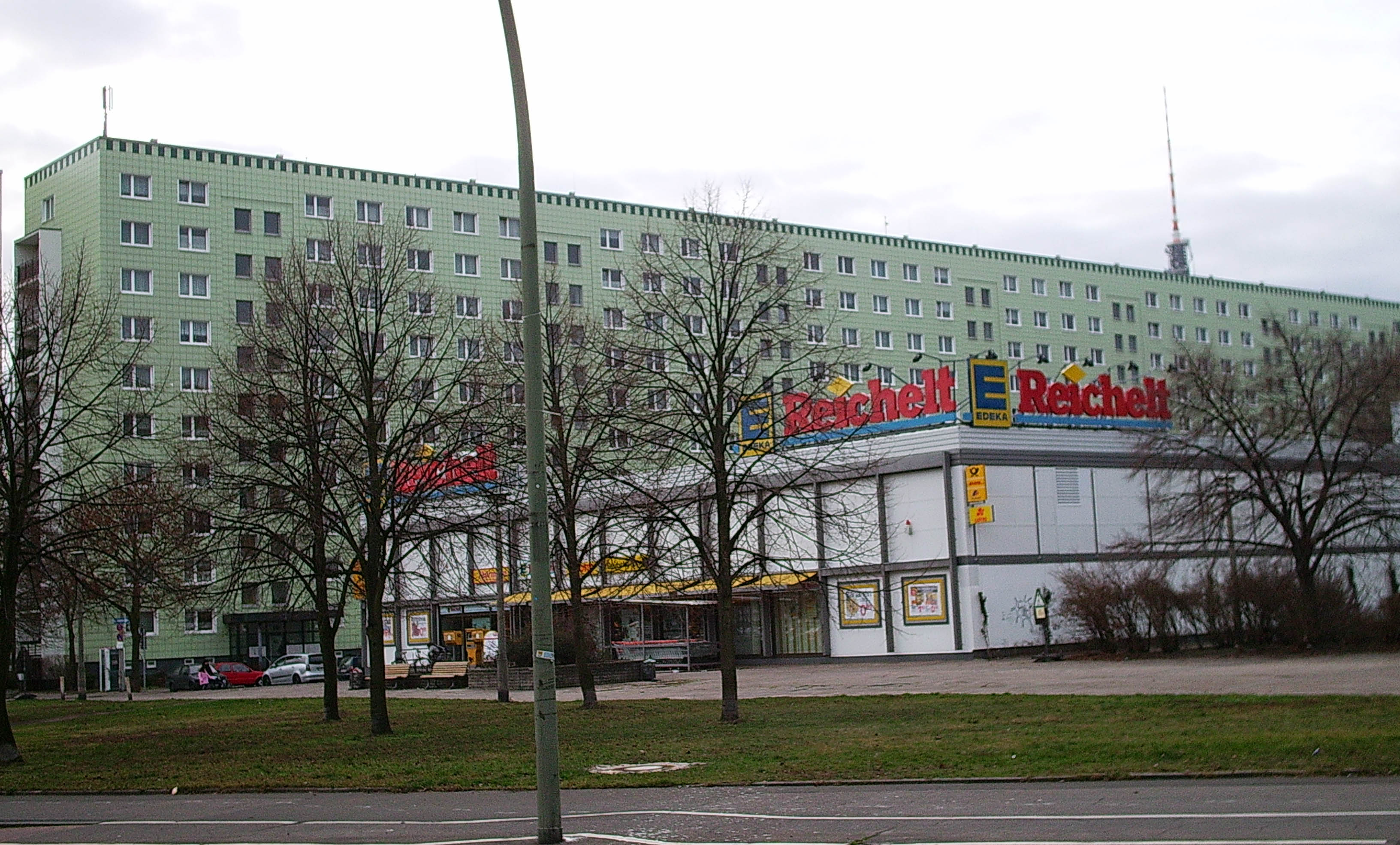
Platz der Vereinten Nationen, Kaufhalle (centro commerciale).

Fu previsto per i nuovi abitanti della piazza un centro commerciale (Kaufhalle), posizionato nei pressi dell'incrocio sudoccidentale. L'edificio, libero su tutti i lati, offre una superficie commerciale di circa 1100 m².All'epoca del suo completamento, si trattava di uno dei più moderni esemplari di Kaufhalle nella Repubblica Democratica Tedesca. Vi vennero ambientate anche numerose scende del film Die Legende von Paul und Paula, di Heiner Carow. Nei locali di ingresso è ospitata, dagli inizi degli anni Novanta del XX secolo, una filiale delle Deutsche Post. La struttura in sé dell'edificio non è stata modificata, ma solo otticamente molto appensatita da un involucro isolante.

## Infrastrutture

### Trasporti
La piazza è ubicata in zona centrale e ben collegata con il resto della città. La più nota Alexanderplatz si trova, infatti, nelle immediate vicinanze. Tre linee della rete tranviaria ed una di autobus, gestite dalla locale BVG, attraversano la piazza, che diverrà inoltre sede di stazione per la futura Linea U11 della metropolitana.

### Scuola e servizi
Gli abitanti della piazza hanno a disposizione un edificio scolastico ed un asilo.
All'interno della Turmhochhaus, si trovano un negozio di acconciature e alcune gastronomie, tra le quali la più celebre durante l'epoca DDR era la GaststätteBaikal.

## Lenindenkmal

### Progetto e realizzazione

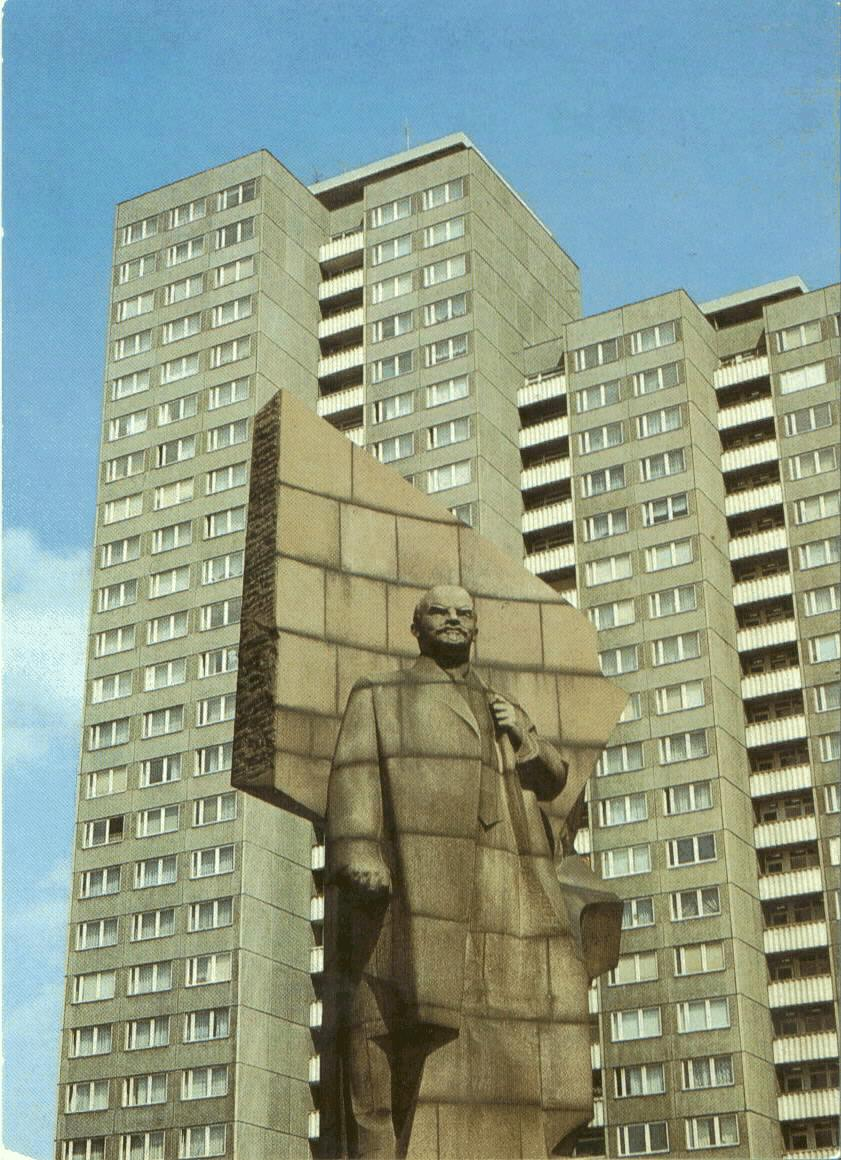
Il Lenindenkmal, monumento a Lenin.

Il Monumento a Lenin venne progettato da Nikolaj Vasil'evič Tomskij - presidente all'epoca dell'Accademia Sovietica di Belle Arti - e realizzato ad opera di un collettivo. I lavori ebbero inizio il 19 aprile 1970, tre giorni prima del Centenario della nascita del rivoluzionario russo, con il via dato dal presidente della Repubblica Walter Ulbricht. Alla cerimonia presero parte circa 200.000 persone, tra i quali numerosi rappresentanti di paesi socialisti, delegati delle principali aziende della Repubblica e molti berlinesi.
La figura di Lenin, altra 19 metri, si stagliava al di sopra di uno zoccolo a base circolare dal diametro di 26 metri.
Il monumento venne realizzato in un particolare granito rosso proveniente dall'Ucraina, il Capustino. Tomsky voleva con questo materiale creare un effetto di contrasto con le verdi colline del Volkspark Friedrichshain, posto a Nord della piazza.
Originariamente, l'architetto Hermann Henselmann aveva previsto, in luogo del monumento, una biblioteca, concepita come un padiglione a spirale replicante l'immagine di una bandiera rossa arrotolata. Con questo, intendeva rendere il monumento contemporaneamente una struttura percorribile ed un edificio culturalmente utile e fruibile.

### Demolizione e studi successivi
Il Distretto (Bezirk) di Friedrichshain, decise nel 1991, con una maggioranza di 40 voti a 13, la demolizione del monumento, che dal 1979 figurava nella lista dei monumenti sotto tutela della DDR. Il senatore incaricato dello sviluppo cittadino Volker Hassemer fece togliere, a seguito della decisione, il monumento da tale lista, al fine di semplificare le operazioni di demolizione.
In segno di protesta, numerosi residenti diedero di conseguenza vita all'iniziativa popolare Bürgerinitiative Lenindenkmal e cercarono di impedire la rimozione dell'opera, considerata da questi come parte integrante del complesso della piazza. Tale movimento fu sostenuto da artisti - come il collettivo Büro für ungewöhnliche Maßnahmen - e politici. Si unirono alla contestazioni anche i nipoti di Tomskij, il progettista. Il tutto risultò, ciononostante, inutile.
La demolizione ebbe inizio l'8 novembre 1991. Il giorno 13 ebbe luogo la fase più simbolica dell'intera opera di smontaggio: venne rimossa la testa della statua, pesante 3,5 tonnellate. Le operazioni si prolungarono in seguito fino a febbraio dell'anno successivo. Molti tentarono di impedire o rallentare l'opera di rimozione e ciò causò tale durata dei lavori, costati alla fine oltre 100.000 Marchi.
Le 129 parti del monumento vennero interrati nella fossa di Seddinberg, nel quartiere di Müggelheim; non è ancora chiaro cosa se ne intenda fare. Nel luglio 2009, venne alla luce il piano di dissotterrare la testa granitica di Lenin, per esporla nel 2012, insieme ad altre porzioni di monumenti nella mostra „Enthüllt – Berlin und seine Denkmale“ prevista nella Cittadella di Spandau.

### La fontana attuale

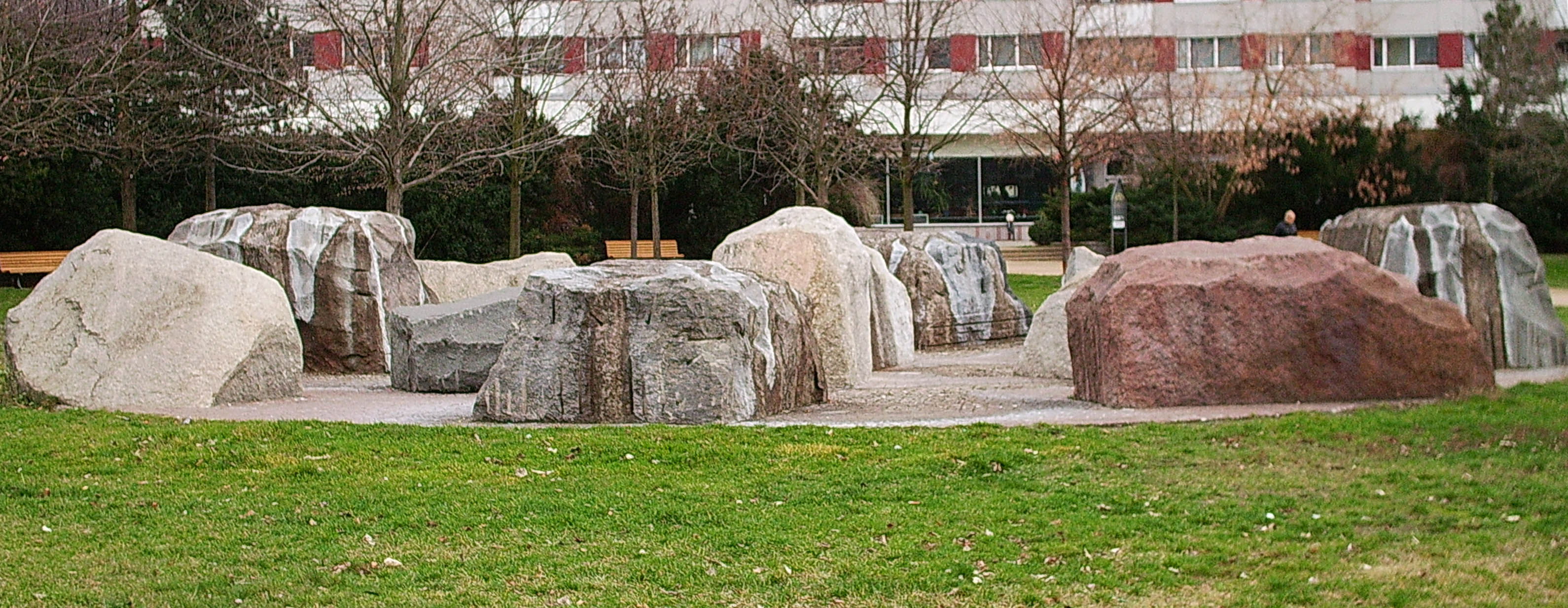
Platz der Vereinten Nationen, la fontana realizzata nel 1994.

In luogo del Lenindenkmal, sorge - dal 1994 - una fontana, disegnata da Adalbert Maria Klees, collaboratore del Grünflächenamt (Ufficio aree verdi). Al di sopra di un basamento in pietra naturale sono sistemati 14 grandi massi, il cui pesante dei quali raggiunge le 24 tonnellate. Al centro del complesso si trovano cinque grandi blocchi di granito sbozzati, con getti d'acqua. Esse rappresentano i continenti e da ognuno di essi provengono, com'è chiarito anche da targhette su questi apposte.

### Testi di approfondimento
- (DE) Heinz Mehlan, Zur architektonischen Gestaltung des Leninplatzes, in Deutsche Architektur, vol. 18, n. 3, 1969,  pp. 138-142, ISSN 0323-3413 (WC · ACNP).
- (DE) Heinz Mehlan, Der Leninplatz in Berlin, in Deutsche Architektur, vol. 20, n. 6, 1971,  pp. 336-342, ISSN 0323-3413 (WC · ACNP).
- (DE) Anne Holper e Matthias Käther, DDR-Baudenkmale in Berlin, Berlino, VIA Reise Verlag, 2003,  pp. 74-75, ISBN 3-935029-09-8.